# Olga Antonetti
Olga Nieves Antonetti Núñez (Anaco, estado Anzoátegui, 21 de junio de 1944 - Maiquetía, estado Vargas, 12 de diciembre de 1968) fue la ganadora de la novena edición del concurso Miss Venezuela realizado el 27 de junio de 1962 en el Teatro París (hoy Teatro La Campiña) de Caracas. Llamada Olguita por sus allegados, tenía 18 años y una estatura de 1,70 m al momento de coronarse como Miss Venezuela 1962.

## Miss Venezuela 1962
El concurso Miss Venezuela 1962 tuvo lugar en el Teatro París (actual Teatro La Campiña) de Caracas. El mismo estuvo marcado por la venta de todos los derechos del concurso por parte de Reinaldo Espinoza Hernández al empresario Ignacio Font Coll, quien creó un Comité Venezolano de la Belleza y transmitió la elección por Radio Caracas Televisión. A pesar de esto el Miss Venezuela 1962 padeció la falta de interés de la prensa de la época.
Antonetti fue la ganadora entre 13 aspirantes y fue coronada al día siguiente, el 28 de junio, en el Círculo Militar de Caracas por Arturo Croce, director de Cultura y Bellas Artes del Ministerio de Educación. Por ser menor de edad Olga Antonetti no pudo representar a Venezuela en el Miss Universo 1962, efectuado en Miami Beach, Estados Unidos y mucho menos en el Miss Mundo 1962, en Londres, Reino Unido, siendo reemplazada por Virginia Bailey (Miss Nueva Esparta y segunda finalista) y Betzabeth Franco (Miss Aragua y primera finalista) respectivamente, sin que las dos figuraran entre las finalistas de estos certámenes.

## Cuadro final de Miss Venezuela 1962
- Olga Antonetti, Miss Anzoátegui (ganadora).
- Bethzabeth Franco Blanco, Miss Aragua (primera finalista).
- Virginia Bailey Lázzari, Miss Nueva Esparta (segunda finalista).
- Luisa Rondón-Márquez Tarchetti, Miss Distrito Federal (tercera finalista).
- Isabel Osorio Urdaneta, Miss Táchira (cuarta finalista).

## Miss International 1962
Menos de dos meses después, Antonetti viajó a Long Beach, California, Estados Unidos y representó a Venezuela en el Miss Internacional 1962, que se realizó el 18 de agosto de 1962. En el concurso se destacó por un abombado peinado que fue bautizado por la prensa como el "Miss Venezuela". El concurso lo ganó la australiana Tania Verstak, pero Antonetti estuvo entre las quince semifinalistas.

## Matrimonio
Después de entregar la corona a Irene Morales, su sucesora el año 1963, Antonetti se retiró de la vida pública. En julio de 1964 contrajo nupcias con Antonio Dugarte y se radicó en los Estados Unidos. En 1965 tuvo una hija, Liliana Dugarte Antonetti.

## Muerte
La noche del 12 de diciembre de 1968 Olga Antonetti y su hija Liliana fallecieron en el accidente del vuelo 217 de Pan Am, junto con el resto de los pasajeros a bordo, cuando el avión explotó a 10 millas al norte de Cabo Blanco, y cayó al Mar Caribe envuelto en llamas.